# TV Puls
TV Puls est une chaîne de télévision privée polonaise.

## Histoire
Lancée au mois de mars 2001, elle se consacre à l'origine à la seule production d'émissions religieuses, le capital de la chaîne étant alors détenu en grande partie par l'ordre des Franciscains. L'entrée dans le capital de la société News Corporation au mois de juin 2006 marque le début d'un repositionnement global de la chaîne, qui devient dès lors une télévision commerciale.

## Identité visuelle

### Logos

Logo de Puls du 18 mars 2001 au 1er avril 2003
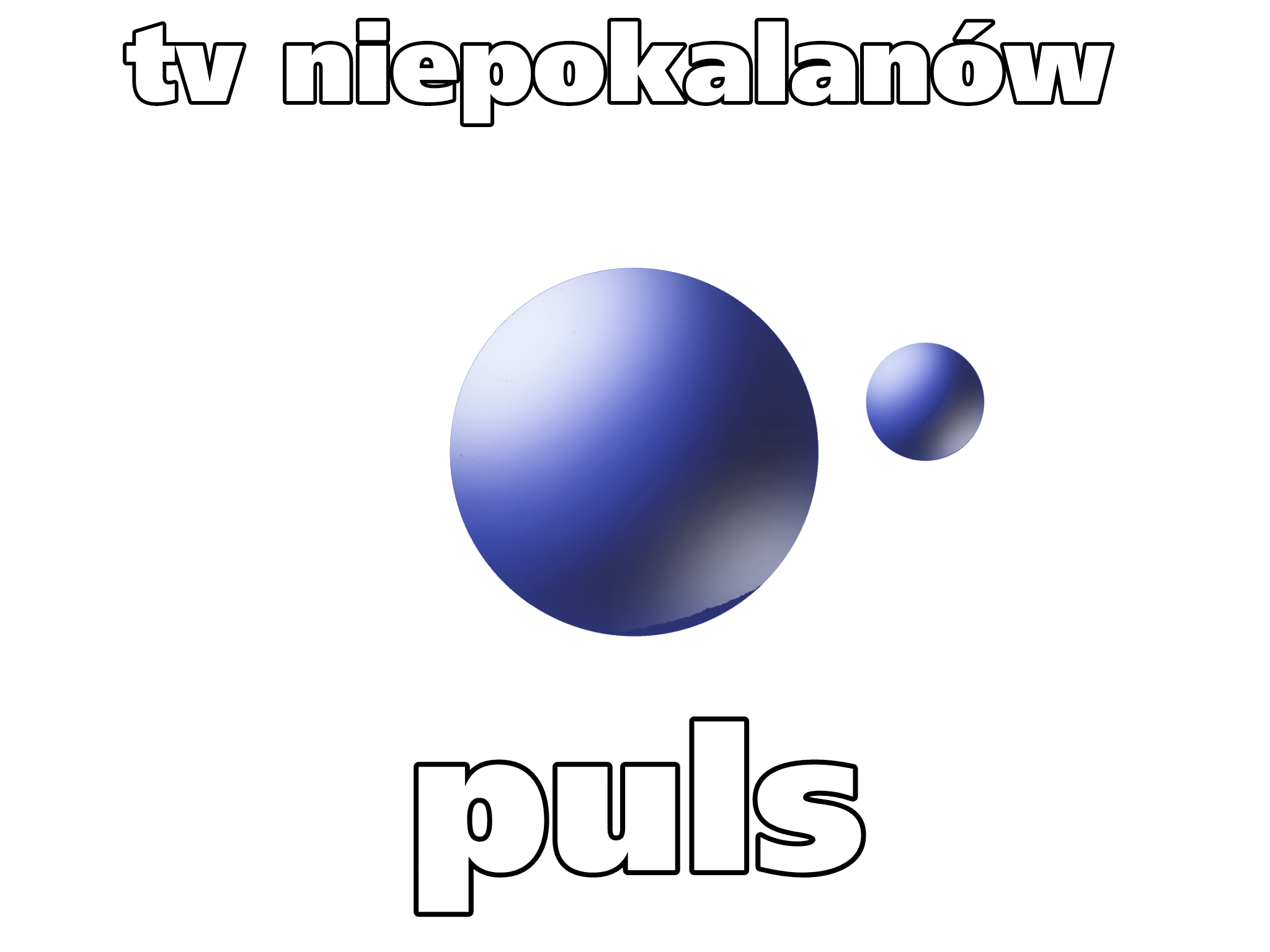
Logo de Puls TV Niepokalanów du 2 avril 2003 au 5 décembre 2003
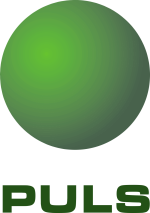
Logo de Puls du 6 décembre 2003 au 27 octobre 2007
Logo de Puls du 28 octobre 2007 au 31 août 2008
Logo de TV Puls du 1er septembre 2008 au 29 août 2010
Logo de TV Puls du 30 août 2010 au 3 septembre 2012
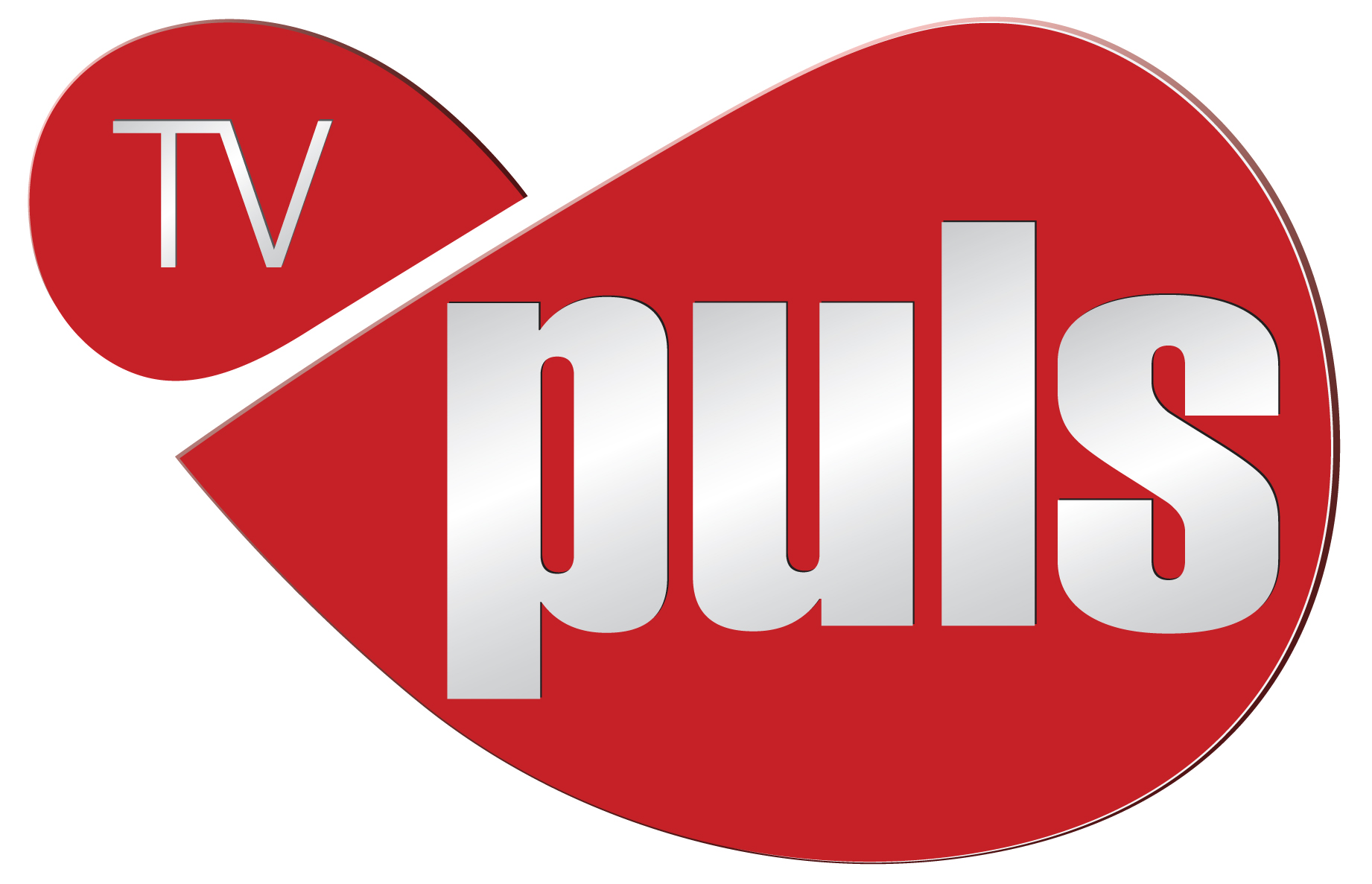
Logo de TV Puls depuis le 3 septembre 2012

## Programmes
Émettant par voie hertzienne, par câble et par satellite, TV Puls se veut une chaîne généraliste à vocation familiale. Sa programmation est principalement composée de séries, de documentaires, de programmes sportifs, de débats, de dessins animés et de films. En revanche, la chaîne ne propose plus de bulletins d'information depuis 2008.
En semaine, les émissions régulières débutent à 6 heures du matin avec le programme pour enfants « Stacja Porankowo » suivi tout au long de la matinée et de l'après-midi de séries et de telenovelas. 
À partir de 18 heures, la chaîne diffuse des dessins animés (Les Pierrafeu, Tom et Jerry Tales, Gadget et les Gadgetinis, Les Jetson ou Les Zooriginaux) jusqu'à 20 heures. TV Puls diffuse ensuite séries, débats, émissions sportives (dont du catch) ou émissions de « Trash TV » (The Jerry Springer Show]). 
Les week-ends, les matinées sont entièrement consacrées aux dessins animés, le reste de la journée étant partagée entre séries, documentaires et émissions de divertissement.